# Гордеевский (Алтайский край)
Гордеевский — посёлок в Троицком районе Алтайского края. Административный центр Гордеевского сельсовета.

## География
Расположен в центральной части края.
Климат
континентальный. Средняя температура января −19 °C, июля +19,9 °C. Годовое количество атмосферных осадков 450 мм.

## История
Посёлок возник в 1931 году после переноса центральной усадьбы сортсемсовхоз «Пролетарий» из села Петровка на станцию Гордеево.

## Население
| 1997  | 1998  | 1999  | 2000  | 2001  | 2002  | 2003  | 2004  | 2005  |
| ----- | ----- | ----- | ----- | ----- | ----- | ----- | ----- | ----- |
| 1475  | ↗1477 | ↘1440 | ↗1479 | ↗1512 | ↘1473 | ↘1453 | ↘1452 | ↘1221 |
| 2006  | 2007  | 2008  | 2009  | 2010  | 2011  | 2012  | 2013  |       |
| ↗1326 | ↘1325 | ↘1241 | ↘1213 | ↗1330 | ↘1329 | ↘1304 | ↘1286 |       |

Национальный состав
Согласно результатам переписи 2002 года, в национальной структуре населения русские составляли 92 % от 1492 чел.

## Инфраструктура
Администрация поселения, почтамт, железнодорожный вокзал, школа. Путевое хозяйство Западно-Сибирской железной дороги.

## Транспорт
Гордеевский доступен автомобильным и железнодорожным транспортом. Станция Гордеево.
Проходит автодорога межмуниципального значения «а/д Р-256 — Гордеевский — Заводское — Куличье — Озеро-Петровское» (идентификационный номер 01 ОП МЗ 01Н-5104).